# Quế Lưu
Quế Lưu is een xã in het district Hiệp Đức, een van de districten in de Vietnamese provincie Quảng Nam. Quế Lưu heeft ruim 2600 inwoners op een oppervlakte van 32,2 km².
Quế Lưu ligt op de linker oever van de Tranh en de Thu Bồn.